# Ecuación del diodo de Shockley

Curva característica del diodo rectificador 1N4001(se aplica al 1N4001 o el 1N4007)

La ecuación del diodo de Shockley es el modelo matemático más empleado para el estudio del diodo. Nombrada así en honor a William Bradford Shockley, la ecuación permite aproximar el comportamiento del diodo en la mayoría de las aplicaciones. La ecuación que relaciona la intensidad de corriente y la diferencia de potencial en este dispositivo es:

{\displaystyle I_{\text{D}}=I_{\mathrm {S} }\left(T\right)\left(e^{\frac {V_{\text{D}}}{nV_{\text{T}}}}-1\right)}

Donde:
ID es la intensidad de la corriente que atraviesa el diodo.
IS es la corriente de saturación dependiente de la temperatura de juntura ({\displaystyle I_{\text{S}}(T)\approx {10^{-12}\dots 10^{-6}\;\mathrm {A} }}).
VD es la diferencia de potencial en sus terminales.
n es el coeficiente de emisión, dependiente del proceso de fabricación del diodo y que suele adoptar valores entre 1 (para el germanio) y del orden de 2 (para el silicio).
VT es la tensión térmica de juntura {\displaystyle V_{\text{T}}={\frac {k_{\mathrm {B} }\cdot T}{q}}\approx 25\;\mathrm {mV} } a 20 °C
T es la temperatura absoluta de juntura
kB es la constante de Boltzmann
q es la carga elemental del electrón .

## Origen
Shockley propone una ecuación para la tensión en una unión p-n en un extenso artículo publicado en 1949. Luego encuentra una expresión para la corriente como una función de la tensión bajo algunas consideraciones, la cual se denomina ecuación ideal de Shockley para el diodo. Él la llamó "una fórmula teórica de rectificación para dar máxima rectificación", con una nota al pie referenciando un trabajo de Carl Wagner, Physikalische Zeitschrift 32, pp. 641–645 (1931).